# 光滑鼬眼蛤
光滑鼬眼蛤（学名：Galeomma polita），是帘蛤目鼬眼蛤科，舊屬鼬眼蛤屬，今屬Amphil。主要分布于中国大陆，常栖息在潮间带。